# Lateysha Grace
Lateysha Grace (Port Talbot, 25 de novembro de 1992) é uma personalidade de televisão galesa e aspirante à cantora. É mais conhecida por aparecer em todas as três temporadas do reality show The Valleys, da MTV. Em 2016, ela apareceu como competidora na décima sétima temporada do reality show britânico Big Brother, indo ao ar pelo Channel 5 (Canal 5).

## Carreira
Grace começou sua carreira televisiva em 2012 na série da MTV The Valleys, aos vinte anos. É conhecida por causa das citações que ela diz no programa, como "socando", "fumegando", "raivando" e também surgiu com "Valleywood", a qual ela, a partir de então, passou a tatuar. Já estrelou em todas as três temporadas da série, se dispondo em todos os episódios.
No dia 7 de junho de 2016, Grace entrou na casa do Big Brother para participar na décima sétima temporada. Ela nunca foi indicada a expulsão. Foi eliminada no quadro "Annihilation Week" em 12 de julho de 2016, quando o concorrente Jason Burril foi obrigado a despejar um colega de casa.

## Carreira musical
Em abril de 2014, Grace lançou seu primeiro single "You Beautiful", que também contou com D-Jukes, embora não tenha chegado às paradas musicais. O single foi um grande enredo na terceira temporada de The Valleys, onde seus colegas de casa estavam desiludidos com a trilha finalizada. Em sua autobiografia, Grace observou: "Eu acho que uma enorme parte de tudo isso foi o ciúme. Poderia ter sido um clássico de sucesso, mas ainda não admitiram que gostaram, porque nenhum dos outros colegas de casa tiveram nada de substancial se passando em suas vidas".

## Empreendimentos
Lateysha tem uma gama de moda na internet, que dispõe de preços baixos, produtos de alta qualidade. Em 2015, ela lançou sua autobiografia intitulada Valleywood.

## Vida pessoal
Antes de The Valleys, Grace trabalhou como administradora de contas e na beleza como cabeleireira, na esperança de lançar uma carreira como modelo de glamour. Grace tem destaque em muitas revistas masculinas, incluindo Nuts. Em 2014, posou nua em um ensaio fotográfico para Zoo após ampliação do peito e redução do mamilo.
Ela tem uma filha, Wynter, com seu ex-namorado Ben Charles.